# Colombier-Fontaine
Colombier-Fontaine é uma comuna francesa na região administrativa de Borgonha-Franco-Condado, no departamento de Doubs. Estende-se por uma área de 7,66 km². Em 2010 a comuna tinha 1 257 habitantes (densidade: 164,1 hab./km²).